# Zimny dom
Zimny dom – druga płyta tarnowskiego zespołu Totentanz, wydana 22 września 2008 roku nakładem wydawnictwa Mystic Production.

## Lista utworów
1. „Paranoja” – 3:06
2. „Daję mniej” – 3:57
3. „Marionetka” – 4:05
4. „Gorzkie słowa” – 3:49
5. „Zimny dom” – 4:40
6. „Nie zostało nic” – 4:55
7. „Przeżyjemy zło” – 4:28
8. „Nikt” – 3:08
9. „Raj” – 4:36
10. „Na koniec świata” – 4:06

## Twórcy
- Rafał Huszno – gitara, wokal
- Erik Bobella – gitara basowa
- Adrian Bogacz – gitara
- Sebastian Mnich – perkusja